# Noordwijk

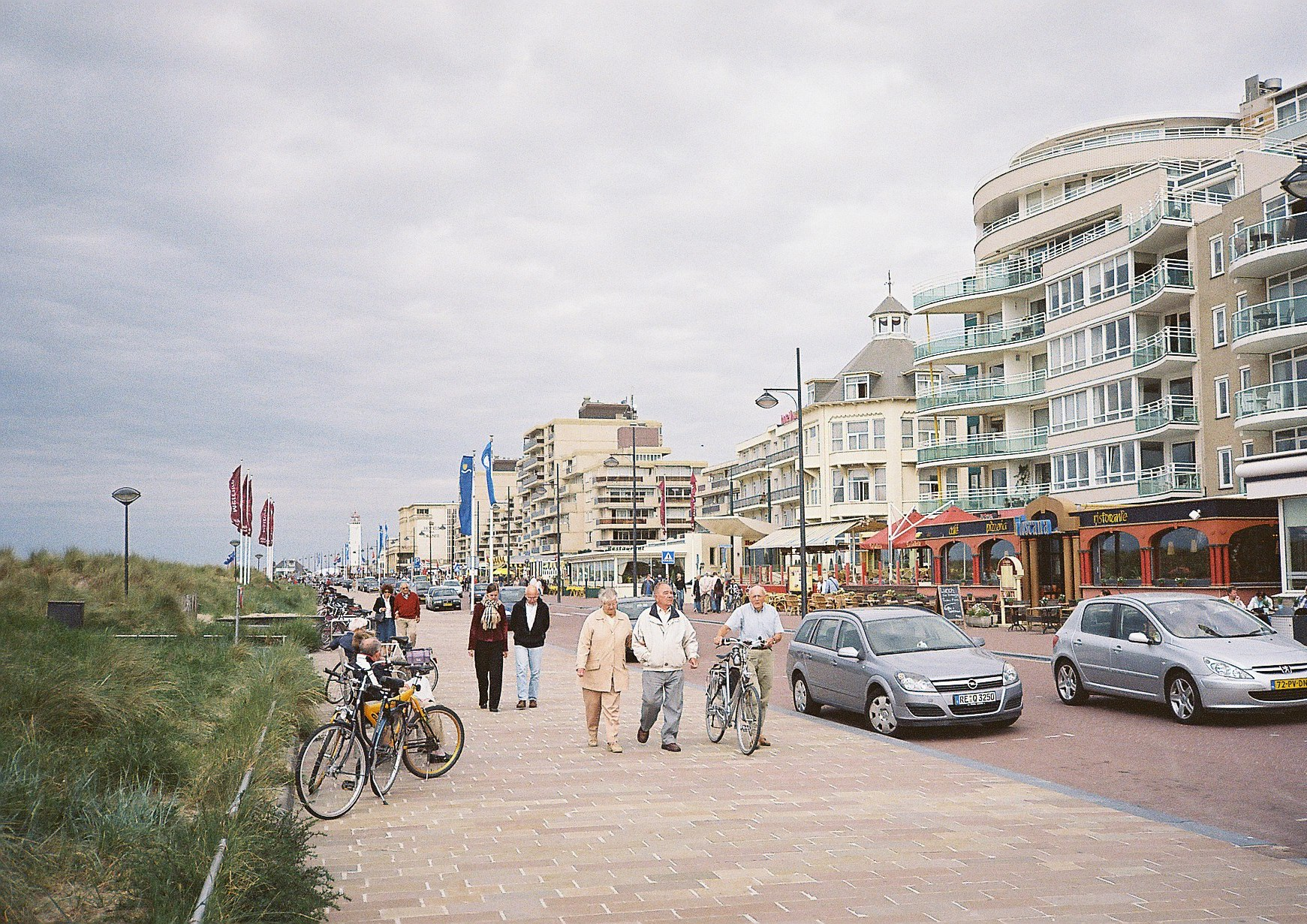
promenada nadbrzeżna

Noordwijk – gmina miejska w zachodniej Holandii, w prowincji Holandia Południowa; ludność: 24 658 (2003). Prawa miejskie od 1398 r.
Miasto składa się z dwóch części przedzielonych zielonym pasem: Noordwijk aan Zee i Noordwijk-Binnen. Miasto jest siedzibą European Space Research and Technology Centre (ESTEC), części Europejskiej Agencji Kosmicznej, European Space Agency (ESA). Jest w nim stała ekspozycja Space Expo. W Noordwijk podpisano również w 2004 r. umowę o powołaniu Europejskich Sił Żandarmeryjnych
W mieście w 1545 urodził się Janus Dousa – nowołaciński poeta, tłumacz i historiograf.